# Henri-Charles Geffroy
Henri-Charles Geffroy, né le 5 décembre 1895 et mort le 12 mai 1981, est le fondateur de l'entreprise française de distribution La Vie claire,,,, spécialisée dans l'alimentation biologique. Ouvert à Paris, le premier magasin date de 1948 et répond à une demande du public envers une alimentation naturelle et saine telle que décrite depuis 1946 dans sa revue éponyme. Pour approvisionner ses magasins, il crée une coopérative en 1951 : la société l'Aliment sain qui devient, en 1965, la Société française de l'Alimentation saine. Il est auteur d'ouvrages de diététique dont le plus célèbre s'intitule Tu vivras 100 ans.

## Biographie
Fils d’une famille d’éditeurs parisiens, la maison Henri Geffroy, anciennement F. Roy, située au 222 boulevard Saint-Germain, Henri-Charles Geffroy naît le 5 décembre 1895[Où ?] selon le catalogue de la Bibliothèque nationale de France. Victime de guerre lors du conflit mondial de 1914-1918, il est gazé à l'ypérite en 1917,,,,. Joseph Gicquel écrit alors que « sauvé par un régime alimentaire », il « se fait l'apôtre de l’alimentation saine : pain complet, céréales, fruits secs ». Dans La France et son pain, Steven Kaplan et Jean-Philippe de Tonnac évoquent Geffroy en ces termes : « [...] personnage à la Kellogg — l'homme des cornflakes — de santé extrêmement fragile pendant son enfance, sauvé plus tard par un régime végétarien importé d'Allemagne ». Les auteurs brésiliens Rochele Castelano de Sousa, Julie Duarte et Graciela Mendonça da S. Medeiros précisent, quant à eux, que Geffroy puise son inspiration à partir d'une perception hygiéniste d'un nouveau genre dispensée par plusieurs figures marquantes de l'époque parmi lesquelles figurent : 
- un célèbre chirurgien thoracique en la personne du Dr Ferdinand Sauerbruch[H 6]
- le professeur Max Gerson, auteur de la méthode Gerson[H 7],[5]
- le docteur Arthur Merrheim[6] (dit professeur Mono) qui est le père de Jean Merrheim cité plus loin

D'après Sousa, le point commun qui unit le régime alimentaire de ces trois praticiens préconise entre autres l’éviction des produits d’origine animale tout en privilégiant la consommation de fruits crus, céréales et la cuisson à l'étouffée de certains légumes,. C'est ainsi qu'au cours des années 1940 et 1950, Geffroy popularise un discours selon lequel une alimentation « à l’état le plus près possible de l’état naturel » ferait « immédiatement disparaître comme par enchantement toutes les infirmités ». « Il condense dès lors l'essentiel de ses idées dans un journal, La Vie claire », au sujet de laquelle Michel Delmas écrit, dans La saga des franchises, qu'elle a été « fondée au lendemain de la Seconde Guerre mondiale par Henri-Charles Geffroy, un de ces personnages que les uns reconnaissaient comme un visionnaire et d'autres prennent pour un doux rêveur, voire un charlatan. » Le premier numéro de la revue paraît en 1946,. Son contenu comporte différentes rubriques allant de « La vie de Jésus » aux « Cours d'astrologie » en passant par « La radiesthésie des aliments ». En 1948, Geffroy ouvre un premier magasin bio et enfin une coopérative à partir de 1951 pour y diffuser les produits qu'il prône. La chaîne « s'implante partout en France avec une centaine de points de vente à la fin des années 1960. »
À partir de 1974, il appartient au comité de patronage de Nouvelle École,,.

## Approche nutritionnelle

### Végétalisme
Originellement inspiré par les préceptes édictés par le docteur Paul Carton,, fortement influencé par Alexis Carrel,, puis mû par une conviction inébranlable et prosélyte en un végétalisme assidu, Geffroy reprend en quelque sorte les idées antérieurement avancées par Jean Merrheim, lui-même partisan convaincu de la consommation exclusivement vouée aux végétaux. Dans l'ouvrage Alimentation et nutrition humaine rédigé entre autres par Henri Dupin, Jean-Louis Cuq et Marie-Irène Malewiak, il est notamment précisé que Geffroy proscrit le recours aux légumineuses en raison de leur contenance en purines ; il recommande en outre « la cuisson à l'étouffée, la consommation de céréales (blé principalement) avec celle d'oléagineux (tels que des amandes) » en sus d'un apport complémentaire en levure de bière pour sa contenance vitaminique et protéinique compensatoire.

### Le blé d'Osiris

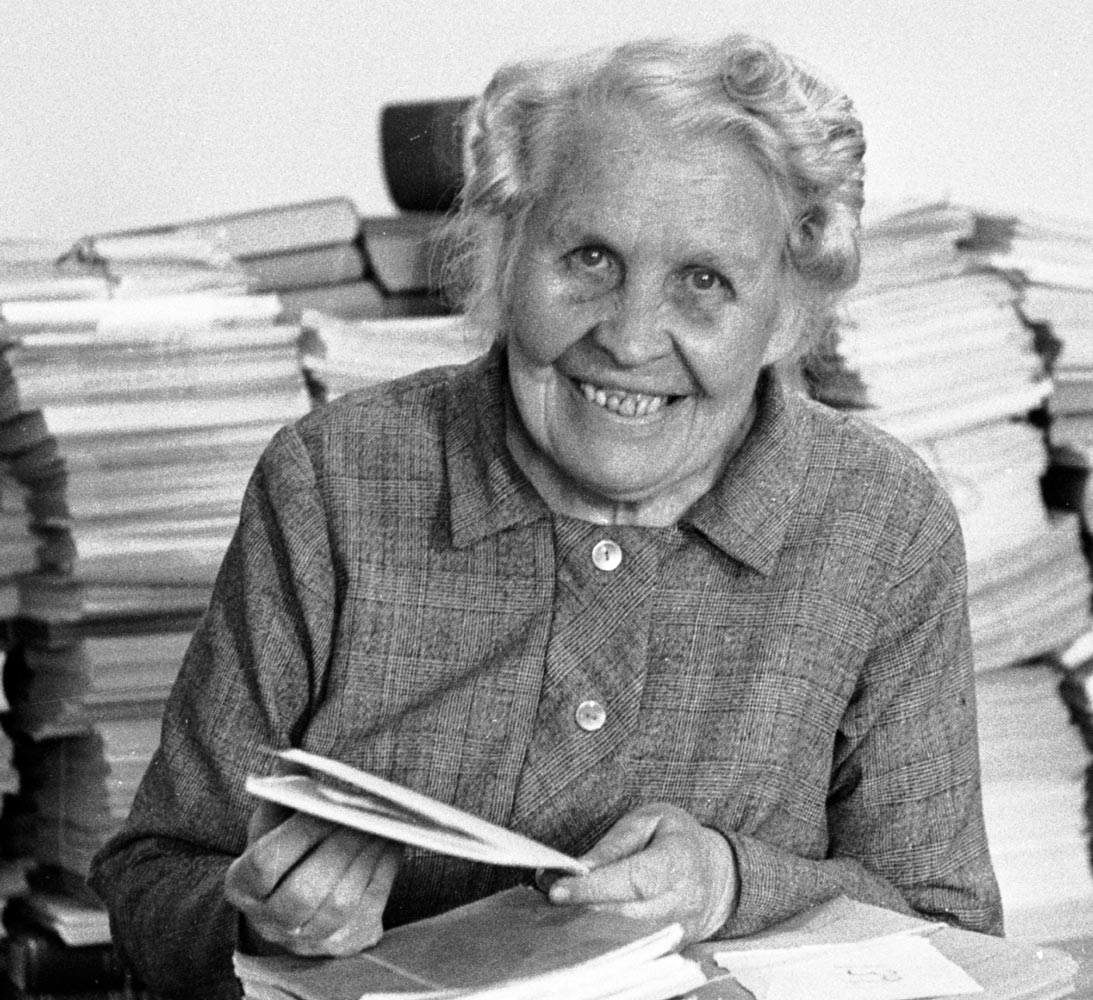
Le professeur Vivi Täckholm réfute la thèse du prétendu blé d'Osiris

Dans un chapitre intitulé « Le blé d'Osiris de Geffroy », Wekstein fait mention d'un épisode clé dans le parcours du fondateur de La Vie claire. Le fil rouge « retrace l'histoire miraculeuse de quelques épis de blé retrouvés dans le sarcophage d'une reine d'Égypte. Ces épis, qui dateraient « de sept mille ans [sic] », ont été offerts au frère de Pierre Sauvageot » — orientaliste et préfacier du livre de Geffroy : « Osiris : le miracle du blé » — en la personne d'un médecin-acuponcteur et disciple du Dr George Soulié de Morant alias le Dr R. Sauvageot : les semences lui auraient été confiées par l'académicien Joseph de Pesquidoux à son retour d'un voyage exploratoire en Égypte. Toujours selon Wekstein, le Dr R. Sauvageot et son frère auraient cherché à cultiver, promouvoir et faire connaitre ces grains exceptionnels au grand public jusqu'à ce qu'Henri-Charles Geffroy « prenne l'affaire en main et distribue aux lecteurs de sa revue des sachets de ce blé aux vertus extraordinaires. » Un article paru dans le journal suisse L'Impartial relate les tenants et aboutissants de cette affaire. Par ailleurs, le livre coécrit par Geffroy et Sauvageot relatant la saga précitée est commenté par la Revue internationale des industries agricoles de 1949 : 

« Geffroy est, avec les frères Sauvageot, un des plus ardents défenseurs du « blé des Pharaons » qui, pendant 70 siècles aurait gardé son pouvoir de germination. Son livre ne contient pas seulement des arguments en faveur de ce blé miraculeux, mais toute une philosophie de la nutrition, des conseils pratiques concernant la culture espacée du blé et le travail de la terre suivant la méthode Jean et le travail de la terre sans labours et sans engrais chimiques et des recettes de cuisine à base de blé fraîchement moulu. »

— Revue internationale des industries agricoles, 1949
Cependant, plusieurs scientifiques, dont Vivi Täckholm — alors professeure à l'université du Caire et attachée au Musée d'agriculture Fouad 1er — ainsi que le professeur P. Pilet de l'université de Lausanne, expriment quelque réserve face aux assertions du Dr Sauvageot,.

### Pain complet

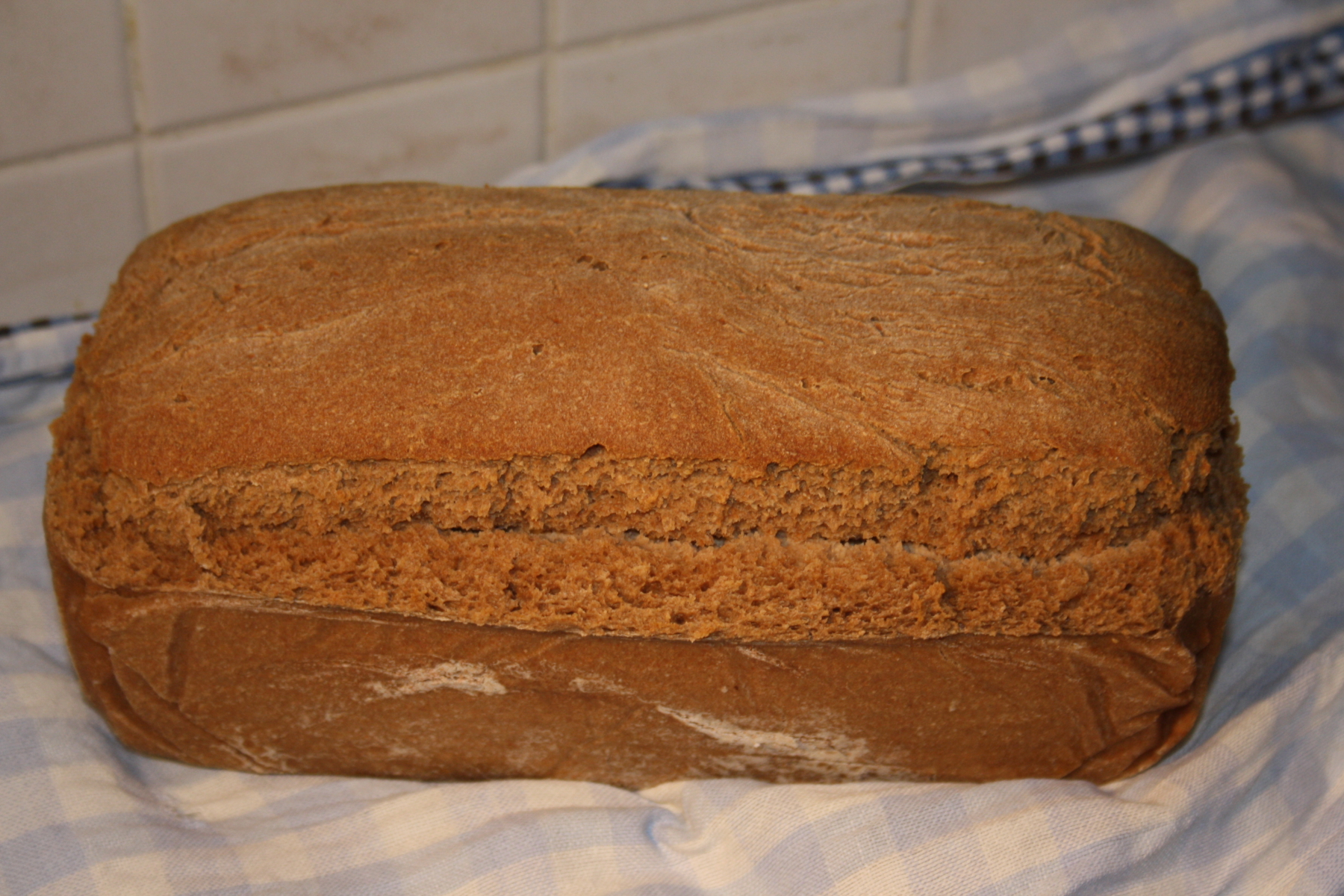
Pain complet bio au levain naturel — à l'exclusion formelle de toute adjonction de levure de boulanger — fabriqué à base de farine intégrale de blé et de seigle selon une recette en tout point conforme aux prescriptions du fondateur de La Vie claire Henri-Charles Geoffroy.

Dans la droite lignée des postulats édictés par le Dr Lenglet, et à l'image du docteur « médecin militaire et grand pourfendeur du pain blanc » Henry Thiébaut dont Geffroy préface l'un des ouvrages, il fait mettre au point en 1950 un « pain intégral de pur froment, ». « Comme ses maîtres, il vilipende la grande presse, entièrement vendue à la « toute puissante minoterie », qui s'évertue à faire passer un message mensonger : le blanc est le meilleur des pains. » Fustigeant les produits raffinés et, notamment, les farines blanches « dévitalisées », Geffroy insiste sur la nécessité quasi-biblique de fonder la base de tout repas sur son accompagnement au pain complet — à base de farine intégrale de culture biologique — dont la fermentation panaire se doit impérativement d'avoir été conduite exclusivement au levain naturel par opposition à toute adjonction de levure de boulanger. Dans la revue La Vie claire de mai 1948, il qualifie d'ailleurs le pain blanc à la levure de « pain sans germe, pain mort qui en un demi-siècle a déjà fait de la France une nation d’impuissants, de lâches et de détraqués. » Jean Roux rapporte que les déclarations tonitruantes et martelées tous azimuts de Geffroy lui valent consécutivement quelque ennui judiciaire dont celui d'être poursuivi par la Confédération nationale de la boulangerie et de la meunerie qui lui réclame 30 millions d'anciens francs de dommages et intérêts pour « concurrence déloyale » et campagne de rétorsion diffamatoire contre le « pain blanc ». Cet aléa n'empêche cependant pas Geffroy de récidiver de plus belle quelques années plus tard dans son livre intitulé Le secret de la santé en accusant les industriels d'avoir transformé le pain originel en « pain cadavre, ».

### Alcoolisme
Dans un ouvrage collectif de 1993 originellement publié en italien sous l'autorité de la Fondation Kousmine, les docteurs Catherine Kousmine, Philippe-Gaston Besson et Alain Bondil font état des connexions étroites qui existeraient — selon Geffroy — entre la consommation régulière de pain blanc, vecteur de carences alimentaires, et la prééminence consécutive d'une surabondance d'ingestion carnée avec, par extension, toujours d'après Geffroy, l'inéluctabilité consécutive d'un alcoolisme implicitement interactif et indissolublement lié.

## Remèdes

### Chlorure de magnésium

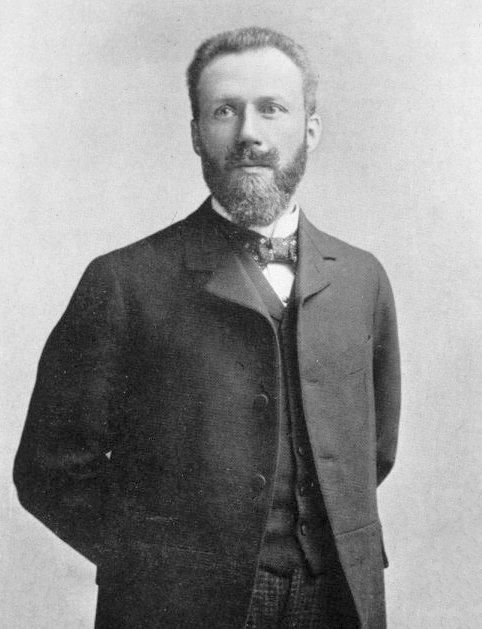
Le Dr et professeur Pierre Delbet, chirurgien français, membre de l'Académie de médecine connu pour avoir promu le chlorure de magnésium dans l'antisepsie.

Geffroy s'intéresse de près aux études des docteurs Pierre Delbet et Auguste Pierre Neveu ainsi qu'au rôle antiseptique exercé par le chlorure de magnésium dans la stimulation locale des globules blancs. Les recherches initiales de Delbet, réalisées au début du XXe siècle sur le front des combats lors de la Première Guerre mondiale, portent en outre sur les qualités antiseptiques de ce remède pour soigner les soldats blessés et combattre les infections. Par des expériences effectuées sur des chiens, Delbet réussit à démontrer que l'action excitatrice du chlorure de magnésium sur les globules blancs s'exerce in vivo dans le sang. Il baptise du nom de « cytophylaxie » cette méthode qui a pour but d'exalter l'activité des globules blancs. Le terme « cytophylaxie » désigne selon lui une méthode qui a pour but d'augmenter l'activité des cellules. Au point de vue chirurgical, il l'oppose à l'antisepsie, bien que son application puisse être dévolue à d'autres domaines que la chirurgie. À partir de 1915, il ne recourt désormais pour laver ou panser les plaies qu'à la seule solution de chlorure de magnésium. Il l'utilise également en injections sous-cutanées et même en injections intravasculaires. Son élève, le Dr Auguste Neveu, confronté à l'impuissance d'alors du corps médical devant nombre de maladies apparemment incurables, parcourt attentivement les travaux de son maître. Des résultats encourageants l'incitent à persévérer. Durant la Seconde Guerre mondiale, il poursuit ses investigations et expériences, notamment sur la maladie de Carré chez les chiens[source insuffisante]. Il affirme alors avoir guéri de nombreuses maladies infectieuses grâce au chlorure de magnésium : diphtérie, poliomyélite, grippe et fièvre aphteuse entre autres prescriptions[source insuffisante]. Ce parcours thérapeutique et les succès obtenus incitent Geffroy à promouvoir les travaux de ces deux éminences à une époque où la poliomyélite faisait des ravages alors que la question d'un vaccin efficace demeurait encore controversée. La philosophe et thérapeute française Paule Salomon indique dans son livre « Corps vivant » — initialement paru en 1983 aux éditions Albin Michel puis réédité en 1995 — que l'« on trouve » à cette époque « du chlorure de magnésium en pharmacie (pour un franc seulement) » mais que, « selon le fondateur de La Vie claire, Henri-Charles Geffroy, sous cette forme il n'est guère assimilable par l'organisme. Il agit quand même dans le corps pendant quatre heures et il est utile en cas de maladie parce qu'il renforce l'action des globules blancs destructeurs de microbes. »

## Critiques

### Ascèse

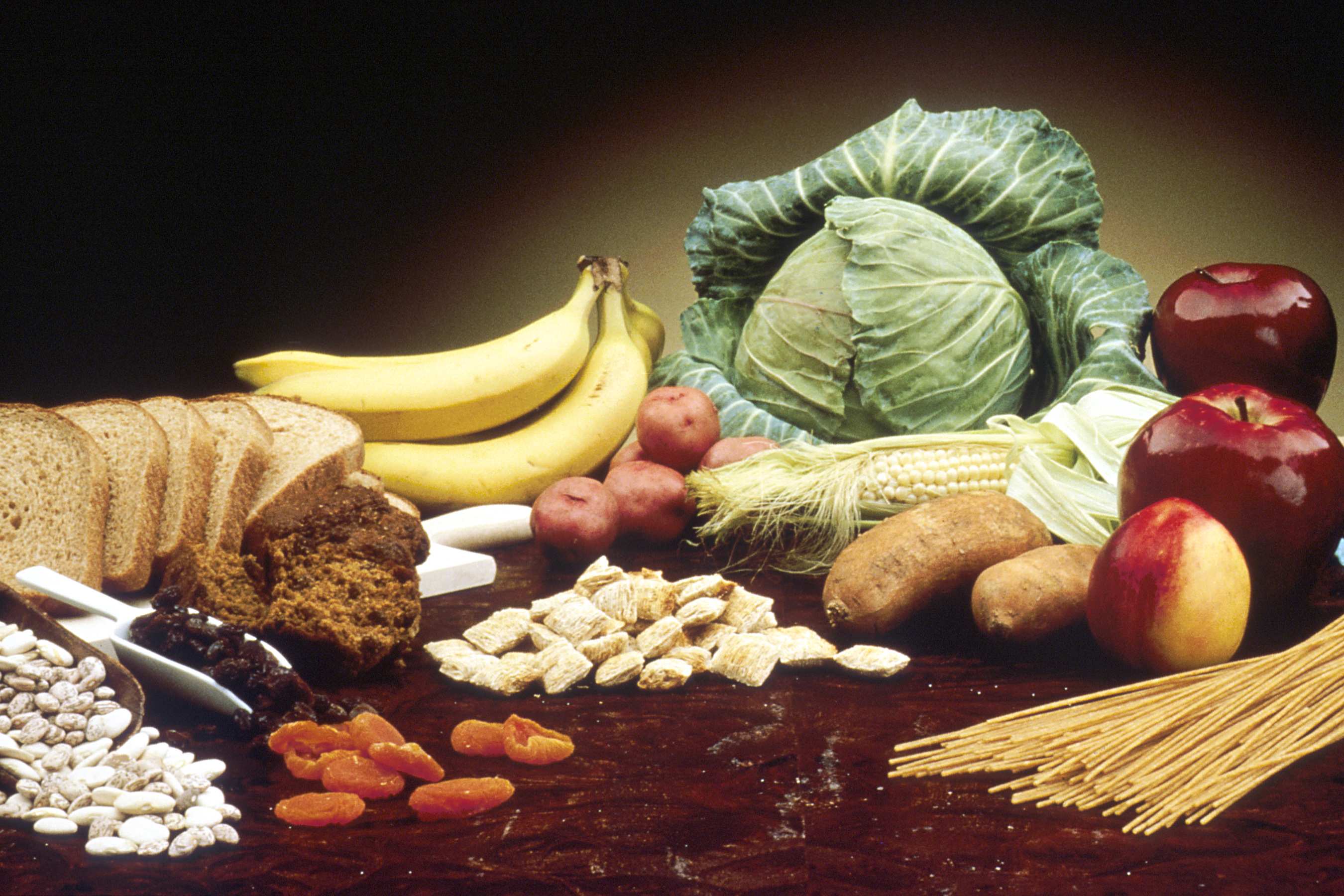
Aliments préconisés par Geffroy : fruits, légumes, fruits secs, fruits oléagineux, céréales, à l'exclusion cependant des légumineuses en raison de leur contenance en purines.

Dans La France marginale publiée en 1975 chez Albin Michel, Irène Andrieu met en exergue la « vie ascétique » prônée par Geoffroy ainsi que les écueils auxquels sont susceptibles de se heurter une vision nutritionniste manichéenne : « Plus sec, plus nerveux, plus pragmatique, Henri-Charles Geoffroy [...] prône à ses adhérents la vie ascétique. Pour lui, comme pour ses adeptes, se fournir à « La Vie claire », l'une des premières chaînes biologiques de magasins apparues en France, est la première règle d'or de la santé, au même titre que de ne manger que du pain complet, des fruits et des légumes cuits à l'étouffée, fuir les viandes. » Andrieu se réfère en outre à André Passebecq qui « préconise d'assurer simplement au malade les conditions naturelles répondant le mieux aux conditions psychologiques du moment, afin de l'aider à reconstituer au repos son potentiel d'énergie nerveuse, tandis que l'organisme est soutenu par la mise en œuvre de ce qu'il appelle « les facteurs naturels de santé » : recours rationnel à l'air, l'eau, le soleil, rythme correct travail-repos, modération, équilibre émotionnel, climat favorable, alimentation correcte [...] ». Andrieu relève néanmoins un point commun à la plupart des orientations susmentionnées en précisant : « C'est là que le dialogue harmonique se gâte. Il suffit de pénétrer dans un restaurant macrobiotique ou végétarien pour constater, discussion violente à l'appui assez souvent, que les tenants de la naturopathie élèvent leur nourriture à la hauteur d'une institution vitale. »

### Hygiénisme
Inversement, en 1999, dans la revue Écrits de Paris, Paul Malliavin fait allusion à l'émergence de divers courants écologiques et réformes hygiénistes ou nutritionnelles, fustigeant l'« ignorance crasse de leurs prédécesseurs, comme si l'écologie avait commencé en 1968 », outre, poursuit-il, « l'ignorance des travaux de Henri-Charles Geoffroy, fondateur, en 1946, de la revue La Vie claire qui mettait déjà le public en garde » face à la progression de l'agriculture intensive ainsi que l'usage inconsidéré des fertilisants et engrais chimiques essaimés à outrance.

### Dérive sectaire

Cette pyramide nutritionnelle de type végétalienne conforme aux préhensions de Geffroy (hormis l'éviction des légumes secs) se fonde sur les préceptes établis par l'Association américaine de diététique.

En 2009, un « Rapport au Premier ministre » établi par la Mission interministérielle de vigilance et de lutte contre les dérives sectaires (Milivitudes) indique — au chapitre intitulé La naturopathie : une médecine holistique fondée sur l’hygiène nutritionnelle — qu'en France, « les leaders du courant hygiéniste se nomment Paul Carton, père du naturisme, Henri-Charles Geffroy (1895-1981) autour du végétalisme diffusé par le réseau « La Vie claire » et Maurice Lemarchand, initiateur des compléments alimentaires ». Le texte est toutefois précédé d'une mise en garde qui précise que « si l’aspect nutrition est de plus en plus investi par la communauté scientifique pour des enjeux de santé publique, les préoccupations de bien-être et esthétiques constituent des sujets à la mode relayés par les médias et particulièrement la presse féminine. En outre, des débats environnementaux concernant le réchauffement climatique, les ressources naturelles comme les énergies fossiles ou l’accès à l’eau, l’abus d’engrais et de pesticides… interrogent sur l’avenir et peuvent, dans un contexte de crise, contribuer à renforcer un climat anxiogène. Ces thèmes sont intégrés aux doctrines et aux actions prosélytes des groupes à risque sectaire et plus particulièrement ceux de la mouvance New Age qui fustigent les modèles contemporains de société, dont les pratiques médicales conventionnelles. Dans ce contexte, les règles de vie et l’alimentation jouent un rôle essentiel. Les cures de « détoxination » permettraient de guérir les souffrances mentales et physiques et les maladies et de gravir le chemin du bonheur ou encore de s’acheminer vers un monde de pureté. Ces éléments sont constitutifs de la plupart des méthodes thérapeutiques alternatives, dont le courant hygiéniste représenté par la naturopathie, considérée par ses adeptes comme « médecine du troisième millénaire. »

### Le mythe du bio
Citant nommément le parcours de Geffroy et de La Vie claire, Gil Rivière-Wekstein — fondateur de la lettre d'information mensuelle Agriculture & Environnement, spécialiste des questions agricoles et environnementales et auteur de Bio : fausses promesses et vrai marketing paru chez le Publieur en 2011 — fait part d'une étude effectuée aux États-Unis publiée le 3 septembre 2012 par la revue américaine Annals of Internal Medicine qui a rendu publics les travaux d'une équipe de chercheurs de l’université de Standford aux États-Unis concernant les allégués effets d’une alimentation bio sur la santé. Les résultats affichent une absence de différence significative entre aliments bio et conventionnels dans la mesure où le parcours agronomique est semblable. Ces conclusions rejoignent ainsi les postulats précédemment énoncés par plusieurs instances parmi lesquelles figurent les comptes-rendus établis par : 
- l'Agence nationale de sécurité sanitaire de l'alimentation, de l'environnement et du travail (Anses) dont les résultats ont été publiés le 1er juillet 2003[29]
- le Pr Alan Dangour, chercheur à la London School of Hygiene and Tropical Medicine via un article paru le 29 juillet 2009 dans l’American Journal of Clinical Nutrition[30]
- Léon Guéguen et Gérard Pascal, deux chercheurs honoraires de l'Institut national de la recherche agronomique (Inra) spécialisés en nutrition humaine et sécurité alimentaire qui ont communiqué leur constat en juin 2010 dans les Cahiers de nutrition et de diététique[31]

### Zététique
Un article du zététicien américain Robert Todd Carroll, auteur de The Skeptic’s Dictionary (Le dictionnaire sceptique), fait implicitement allusion au Dr Max Gerson dont Henri-Charles Geffroy s'est largement inspiré des principes nutritionnels, végétalisme en prime. Traduit en français par l'association québécoise Les Sceptiques du Québec, le contenu textuel de cette parution souligne combien la science médicale n'a jamais pu confirmer le bien fondé thérapeutique reposant sur de telles convictions. Il y est notamment écrit : « Bien que la méthode de Gerson se soit répandue depuis 60 ans, les preuves expérimentales en sa faveur sont étonnamment maigres. »

## Évolution

### Cession deLa Vie claireà Bernard Tapie

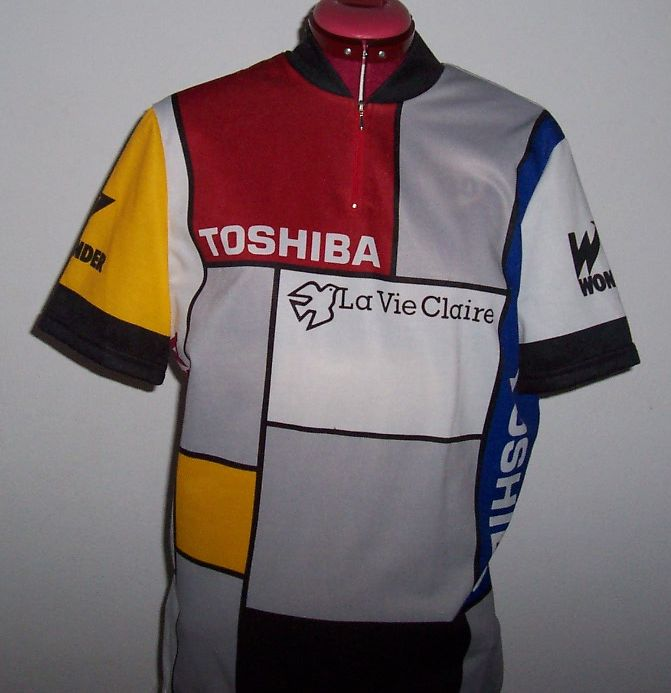
Un maillot sportif porté par le coureur cycliste Bernard Hinault à l'effigie de La Vie claire, une revue originellement fondée à Paris en 1946 avec une chaîne de magasins bio ouverte en 1948, rachetée par Bernard Tapie en 1980.

En 1979, Henri-Charles Geffroy « est acculé au dépôt de bilan. » Christophe Bouchet résume les diverses étapes ayant concouru initialement à l'éclosion des chaines de magasins bio La Vie claire avant que des difficultés financières croissantes n'amènent finalement le fondateur du groupe à rétrocéder ses actions à Bernard Tapie. 
Évoquant Geffroy, il écrit : 

« Cet ancien journaliste a été gazé pendant la Première Guerre mondiale et les médecins ont estimé qu'il avait peu de chances d'échapper à la mort. Pour survivre, il s'astreint à un régime alimentaire sévère, à base de produits naturels et sans graisse animale. Il fait profiter le public de son expérience à travers un journal, La Vie claire, puis ouvre une série de magasins à l'enseigne de La maison de la vie claire. Le réseau de franchises se développe rapidement et compte près de deux cents succursales en France. [...] Geffroy est dépassé par son aventure diététique. Il commence à perdre de l'argent. Pour redonner du tonus financier, le couple Geffroy convertit de façon anarchique les magasins de La maison de la vie claire en établissements financiers. Il lance une série d'obligations, sans respecter la procédure légale. Mais, surtout, le système ne résout plus les difficultés croissantes. La Vie claire dépose son bilan en 1978. Le règlement judiciaire est traité par M. Hubert Lafont [...] qui, un peu lassé de proposer des repreneurs et persuadé que l'enfant prodigue ne trouvera pas de majorité lors de l'assemblée concordataire, rappelle une dernière fois Henri Geffroy : « J'ai un repreneur à vous présenter mais, celui-là, il n'est pas comme les autres. Henri Geffroy insiste pour connaître son nom. Bernard Tapie ! Il est enthousiasmé. De sa Polynésie lointaine, il a lu une « carte blanche » à Bernard Tapie dans Paris Match et il a été séduit par les propos du jeune PDG aventurier. Le syndic organise une rencontre. Henri Geffroy est conquis : « En lui serrant la main, j'ai tout de suite pensé : cela va se faire », se souvient le fils Geffroy. Bernard Tapie, lui, pressent dans ce premier contact le désir des enfants Geffroy. Ils ne veulent pas que leurs parents, âgés de quatre-vingt-six et quatre-vingt-un ans, soient mis au ban de la société après toute une vie d'effort. Les deux hommes se mettent d'accord sur le montant de la transaction […] Et Bernard Tapie en rajoute. Il promet de loger les parents Geffroy, leur laisse une place au conseil d'administration. Un viager sans risque. Du coup, Henri Geffroy, ravi de cette offre si touchante, ne demande aucune contrepartie financière. »

— Christophe Bouchet, L'aventure Tapie : enquête sur un citoyen modèle.
 Dans Le phénix : Le retour de Bernard Tapie paru en 1994 et réédité en 2008, le journaliste d'investigation Airy Routier précise ce qui suit : « Cerise sur le gâteau, Tapie propose à Henri Geffroy, pour la famille, 7 millions de francs  défiscalisés ». Henri Geffroy rejette la proposition en répondant : « — Monsieur Tapie, je ne vois pas pourquoi je maintiendrais une telle exigence alors que vous m'avez accordé tout ce que je souhaitais ». Conclusion : « Grâce à sa bonne mine et sa franche poignée de main, Tapie vient de gagner 7 millions défiscalisés. »
Deux auteurs britanniques, Rebecca Nelson et David Clutterbuck, décrivent quant à eux la chronologie comme suit : « Bernard Tapie mit au point un plan d'action à même de faire ployer les résistances des plus fervents partisans de la famille du fondateur. Une réunion d'actionnaires octroya à Bernard Tapie le pouvoir de lever des capitaux de l'ordre de 3 à 9 millions de francs. Henri-Charles Geffroy présenta ensuite Bernard Tapie comme étant son successeur. Tapie rassura les actionnaires et discuta du rôle que la famille du fondateur aurait à jouer dans le fonctionnement de l'entreprise. Un administrateur judiciaire fut désigné pour l'audience du tribunal. Le récepteur activa dès lors le processus de liquidation de la société,. »
Finalement, Michel Delmas révèle dans La saga des franchises que « la société, exsangue, a été reprise par Bernard Tapie pour le franc symbolique (la spécialité de l'entrepreneur) qui rénove le réseau, le transforme en une franchise, et rajeunit l'image de marque, notamment en sponsorisant une équipe cycliste dédiée à Bernard Hinault qui remporte son 5e et dernier Tour de France en 1985 sous les couleurs de La Vie claire ». Delmas rajoute ce commentaire : « Le symbole de l'alimentation saine sur le maillot des champions cyclistes, il fallait oser ! Tapie osa, et la notoriété actuelle de La Vie claire lui en est indéniablement redevable. »

### Bilan
Nelson et Clutterbuck résument le parcours initiatique du fondateur de La Vie claire en ces termes : 

« Henri-Charles Geffroy fut incontestablement un novateur. Bien avant d'ailleurs que cela ne fît partie d'une mode, il avait déjà senti venir le vent selon lequel les consommateurs se retourneraient un jour contre les produits alimentaires abusivement transformés et traités à outrance. Par ce biais, il incarna en quelque sorte les prémices françaises d'un mouvement réformateur qui perdure encore de nos jours bien au-delà des frontières de l'Hexagone. L'un des plus grands regrets de La Vie claire est vraisemblablement lié au fait que la France ait tant tardé dans l'approche de cette démarche salutaire avant de pouvoir bénéficier finalement de l'expérience américaine et faire enfin sa place au soleil au sein de la distribution de produits biologiques. Le fondateur de La Vie claire avait alors espéré que la vente de ceux-ci ferait partie d'une remise en question fondamentale des habitudes alimentaires propres à tout un chacun. Convaincu que le végétarisme serait le seul régime en mesure d'assurer et préserver la santé, il a dès lors résolument proscrit le recours à tout produit d'origine animale dans l'étal de ses magasins, y compris les produits laitiers, les œufs et même le miel. Le rejet absolu de telles denrées — règle qui fut ensuite considérablement assouplie sous le règne de Bernard Tapie — occasionna un certain nombre de dissensions internes en corrélation avec quelques industriels et producteurs peu enclins à souscrire aux tenants et aboutissants d'un zèle aussi intégriste. Aujourd'hui, en réponse à la demande d'un public croissant et sans pour autant lésiner sur la qualité, La Vie claire vend désormais nombre d'articles » — ndlr : lait, yaourts, fromages, œufs, viande, volaille, miel, etc. — « que Geffroy interdisait pourtant drastiquement à son époque. Une nette démarcation sépare donc ainsi l'orientation originelle de la petite coopérative de jadis initiée en 1952 au regard de son évolution actuelle, »

— Rebecca Nelson et David Clutterbuck, Turnaround: how twenty well-known companies came back from the brink

### Fin de vie
Charles-Henri Geffroy meurt le 12 mai 1981.

## RevueLa Vie Claire
La revue La Vie Claire, À table !, fondée par Henri-Charles Geffroy, paraît de 1946 jusqu'à sa mort en 1981. On trouve sous le titre, en lettres majuscules : Revue mensuelle indépendante, apolitique, sans attache confessionnelle et, dessous, en minuscules, créée par des hommes de bonne volonté pour aider tous ceux qui cherchent à améliorer la condition matérielle de l'homme et permettre son évolution spirituelle.
Le contenu est constitué essentiellement d'articles de fond, le plus souvent de plusieurs pages.  
Exemple de sommaire, celui du no 349 d'avril 1979 : 
- Une médecine de régulation, par le Docteur Lapraz.
- Le fonctionnement du rêve, par Jean du Chazaud.
- Répercussions sur la santé des lignes à haute tension.
- Le Pouvoir atomique menace les libertés et la vie privée, par Bernard Tebaud.
- Régime pour majorité licencieuse, par Michel Rémy.
- Vent de folie sur la Normandie, par H.-Ch. Geffroy.
- Les colorants alimentaires, par Raymond Lautié.
- Les maladies, leur classement, leur traitement, par Michel Rémy.
- Révélations sur la sexualité, par le Dr Jean Gautier.
- À Table !

Et les chroniques :
- La Conférence du mois
- Défense du consommateur
- Lettre aux Jeunes
- Parlons français
- Nous avons lu
- Les Informations de Dernière heure

## Publications
Chez des éditeurs tiers
- Nourris ton corps, précis d'hygiène alimentaire, suivi de cent recettes de cuisine rationnelle, Paris, éditions Flammarion, 1941 (réimpr. 1946 (OCLC 14750591) et 1950), 96 p. (OCLC 459288812, BNF 32153840)
- Pour que les enfants vivent, Paris, éditions Jean-Renard, coll. « Sachez vous nourrir » (no 1), 1942, 80 p. (OCLC 459288827, BNF 32153843)
- Les 33 légumes d'hiver, leur culture, leur conservation, leurs vertus, leur utilisation, Paris, éditions Tallandier, 1943, 128 p. (OCLC 459288869, BNF 32153849)
- Initiation à la santé  (préf. Georges Barbarin, introduction par Wilfrid-René Chettéoui), Paris, éditions des Champs-Elysées, 1947, 31 p., conférence donnée à Paris le 5 février 1947 & conférences initiatiques du 5 mars 1947 (OCLC 459288804, BNF 32153839)
- Constipation et prophyrinurie...  (extrait de « Nutrition »), t. IX, éditions G. Doin & cie, 1939, rédigé en collaboration avec le Dr et professeur Raoul Boulin, diabétologue, ainsi que le Dr Louis Justin-Besançon, professeur de médecine de la Faculté de médecine de Paris et chef de service à l'hôpital Bichat-Claude-Bernard (OCLC 759750902, BNF 32153838), pp. 285-292
- Ton pain ! Un appoint alimentaire considérable : l'utilisation familiale des céréales, Paris, éditions Jean Renard, 1941, 32 p. (OCLC 459288853, BNF 32153846)
- P.D.G., mon frère[32] : comment éviter les grands fléaux de la civilisation et vivre longtemps jeune, Paris, éditions de la Table ronde[32], 1972, 263-264 p., bibliogr. pp. 259-261 (OCLC 462884395, BNF 35197369)
- L’Alimentation saine : principes fondamentaux d’une nutrition saine et équilibrée, permettant de recouvrer l’immunité organique naturelle, source de la vraie santé, Saint-Jean-de-Braye, Éditions Dangles, coll. « Santé naturelle  (ISSN 0180-8818) », 1980 (réimpr. 2001 (BNF 37638414)), 2e éd. (1re éd. 1979 (OCLC 417365858) (BNF 34678379)), 153 p., principes d’alimentation saine suivis de 128 recettes permettant d’appliquer ces principes. Une troisième partie est consacrée aux additifs alimentaires (ISBN 2-7033-0203-7 et 9782703302032, OCLC 461667213, BNF 34670477)

À compte d'auteur ou aux éditions de La Vie Claire
- Au chevet de la France : la résurrection des élites, in-16 (155 x 120), 32 p. [D. L. 2735]-IIIb-VIIc- Paris, 1943 (BNF 32153837)
- Osiris, le miracle du blé, préf. Pierre Sauvageot, gr. in-8° (250 x 165), 177 p., fig., planche, couv. ill. 250 fr. [D. L. 6378] -IVc2-Vb-, Paris, 1949 (BNF 32153842)
- Le traitement naturel de la tuberculose et le régime des anciens tuberculeux, précédé d'une étude sur le rhume de cerveau, 1 vol. (63 p.), janvier-mai 1950 (BNF 32153847)
- La vérité sur l'huile, les matières grasses, le lait, le beurre, etc., in-16, 59 p. 150 fr. [D. L. 1530-52] -IVc2-Vb-, Paris, 1952 (BNF 32153850)
- Ne tuez pas vos enfants, en collaboration avec Marie-Reine Olesen. 1 vol. (104 p.), Paris, 1954 (BNF 32153868)
- Le secret de la santé : conseils pratiques d'hygiène alimentaire suivis de tableaux de composition de menus types et de recettes (réimpr. 1959 (BNF 32153844), 1960, 1982 (BNF 34738021)) (1re éd. 1954 (BNF 32153845)), 70 p.
- S.O.S. crise cardiaque : traitement naturel, préventif et curatif des affections du cœur et des vaisseaux, in-16 (19 cm), 151 p., fig., couv. ill. en coul. 3 NF. [D. L. 1532-60], Paris, 1re éd. 1960 (BNF 33022552), réimpr. 1982 (BNF 33022552)
- Défends ta peau : comment les aliments industriels nous empoisonnent, comment se défendre, in-16 (20 cm), 413 p., figure, couv. ill. en coul. 9 NF. [D. L. 8987-61], Paris, 1961 (BNF 33022550), ré-éd. 1982 (BNF 34737629)
- Parlons clair, in-8° (22 cm), VI-442 p. 25 F. [D. L. 3687-65], Montreuil, 1963 (BNF 33022551)
- Le Médecin muet : principes généraux d'une méthode naturelle permettant d'ignorer la maladie, 19 cm, 432 p., ill. 27 F, note bibliogr. p. 425–427, Montreuil, 1970 (BNF 35197289)
- Tu vivras cent ans, Périgny-sur-Yerres, Cévic éditeur, 1977 (réimpr. 1978 (OCLC 319829471)), 485 p., en appendice, choix de textes extraits de diverses publications et de La Vie Claire, 1959-1977. bibliogr. p. 483-485 (OCLC 7462137, BNF 34592646)
- Günther Schwab, Révolte pour la vie, Éditions de La Vie Claire (C.E.V.I.C), 1969, 32 p.
- Günther Schwab (trad. Michel Remy, préf. Dr Sicco Mansholt), Les Centrales Atomiques du Diable. Du nouveau, de l'inédit, de l'interdit sur la fission atomique "pacifique", Éditions de La Vie Claire (C.E.V.I.C), 1975